# Arrondissement des Chardonnières
Arrondissement des Chardonnières (franska: Chardonnières) är ett arrondissement i Haiti.   Det ligger i departementet Sud, i den västra delen av landet, 200 km väster om huvudstaden Port-au-Prince.